# مستشفى الأميرة هيا العسكري
مستشفى الأميرة هيا بنت الحسين هو مستشفى عسكري يقع في عجلون.
ويتبع الخدمات الطبية الملكية الأردنية. تقدر مساحته بـ 43 الف متر مربع موزعة على 9 طوابق وبسعة 150 سرير. وبنيته التحتية جاهزة لاستيعاب 300 سرير، يتوفر في المستشفى جميع التخصصات الطبية الرئيسية العاملة في الخدمات الطبية الملكية، وعدد من الأقسام المهمة مثل: غسيل الكلى، العلاج الفيزيائي والوظيفي، قسم أشعة مزود بأجهزة رنين مغناطيسي وطبقي محوري، بالإضافة إلى 11 غرفة عمليات. بدأ المستشفى باستقبال المرضى بتاريخ 29 أيلول / سبتمبر 2016، وتم افتتاحه رسمياً بتاريخ 20 تشرين الأول / أكتوبر 2016 برعاية الملك عبد الله الثاني بن الحسين ترافقه الأميرة هيا بنت الحسين.